# Saint-Jean-Poudge
Saint-Jean-Poudge är en kommun i departementet Pyrénées-Atlantiques i regionen Nouvelle-Aquitaine i sydvästra Frankrike. Kommunen ligger i kantonen Garlin som tillhör arrondissementet Pau. År 2022 hade Saint-Jean-Poudge 74 invånare.

## Befolkningsutveckling
Antalet invånare i kommunen Saint-Jean-Poudge
| Referens: INSEE |